# قائمة قلاع المملكة المتحدة

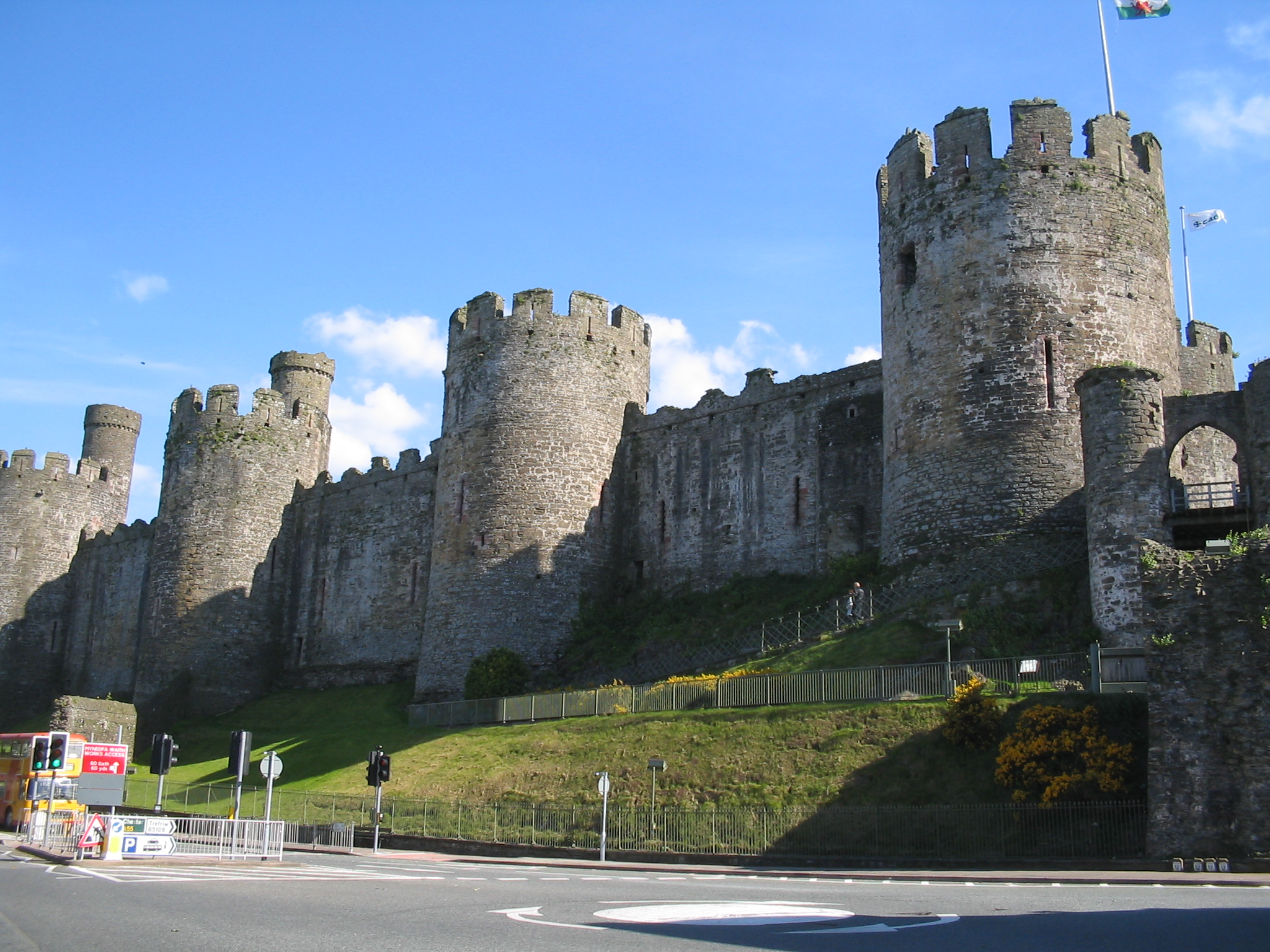
قلعة كونوي

القَلْعَة هو حصن منيع يشيَّد في موقع يصعب الوصول إليه، وغالبًا ما يكون على قمة جبل أو مشرفًا على بحر، وقد وجد بعضها مشيداً على أرض منبسطة.

## قائمة قلاع الجزائر
تحتوي هذه القائمة على أسماء القلاع في المملكة المتحدة.
- القلعة الحرة

- قلعة إلين دونن
- قلعة بونتيفراكت
- قلعة كونوي

- برج لندن

- قصر وندسور
- قلعة بوديام
- قلعة دروغو
- قلعة دورهام
- قلعة دوفر
- قلعة دونستانبيرغ
- قلعة لودلو
- قلعة مورتون كوربيت
- قلعة ميدلهام
- قلعة هارليتش
- قلعة كارديف
- كاستل واي بير